# ルイスアンドクラーク郡 (モンタナ州)
ルイスアンドクラーク郡（英: Lewis and Clark County）は、アメリカ合衆国モンタナ州にある郡である。人口は7万0973人（2020年）。郡庁所在地のヘレナは、モンタナ州の州都である。
1865年にエッジャートン郡として設立され、2年後に現在の郡名に改名された。ルイス・クラーク探検隊に由来する。ルイスアンドクラーク郡はジェファーソン郡と共にヘレナ小都市圏に属している。

## 地理
アメリカ合衆国国勢調査局に拠れば、郡域全面積は3,498平方マイル (9,059.8 km2)であり、このうち陸地は3,461平方マイル (8,963.9 km2)、水域は37平方マイル (95.8 km2)で水域率は1.05%である。

### 主要高規格道路
- 州間高速道路15号線
- アメリカ国道12号線
- アメリカ国道287号線
- モンタナ州道21号線
- モンタナ州道200号線

### 隣接する郡

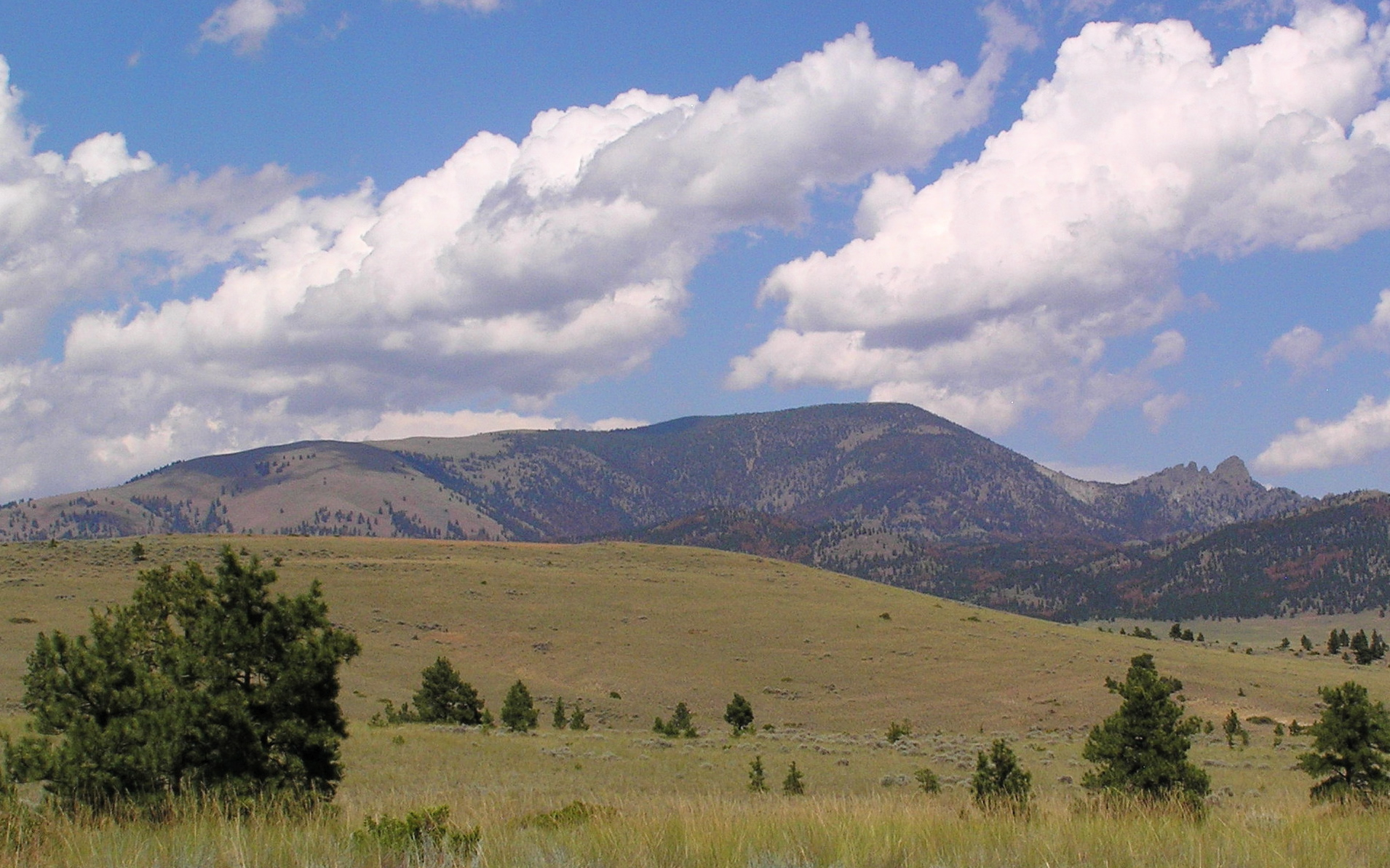
ヘレナ市の北にある象徴的なスリーピングジャイアント山

- ティトン郡 - 北
- カスケード郡 - 東
- マー郡 - 東
- ブロードウォーター郡 - 南東
- ジェファーソン郡 - 南
- パウエル郡 - 西
- フラットヘッド郡 - 北西

### 国立保護地域
- フラットヘッド国立の森（部分）
- ヘレナ国立の森（部分）
- ルイスアンドクラーク国立の森（部分）
- ロロ国立の森（部分）
- ロッキー山脈フロント保存地域（部分）

## 人口動態
以下は2000年国勢調査による人口統計データである。
| 基礎データ - 人口: 55,716人 - 世帯数: 22,850 世帯 - 家族数: 14,966 家族 - 人口密度: 6人/km2（16人/mi2） - 住居数: 25,672軒 - 住居密度: 3軒/km2（7軒/mi2） 人種別人口構成 - 白人: 95.21% - アフリカン・アメリカン: 0.20% - ネイティブ・アメリカン: 2.04% - アジア人: 0.52% - 太平洋諸島系: 0.05% - その他の人種: 0.38% - 混血: 1.61% - ヒスパニック・ラテン系: 1.51% 先祖による構成 - ドイツ系：22.6% - アイルランド系：15.5% - イギリス系：10.9% - ノルウェー系：9.5% - アメリカ人：6.1% 年齢別人口構成 - 18歳未満: 25.6% - 18-24歳: 8.5% - 25-44歳: 27.9% - 45-64歳: 26.2% - 65歳以上: 11.7% - 年齢の中央値: 38歳 - 性比（女性100人あたり男性の人口） - 総人口: 96.5 - 18歳以上: 94.0 | 世帯と家族（対世帯数） - 18歳未満の子供がいる: 32.2% - 結婚・同居している夫婦: 52.4% - 未婚・離婚・死別女性が世帯主: 9.2% - 非家族世帯: 34.5% - 単身世帯: 29.1% - 65歳以上の老人1人暮らし: 8.9% - 平均構成人数 - 世帯: 2.38人 - 家族: 2.95人 収入と家計 - 収入の中央値 - 世帯: 37,360米ドル - 家族: 46,766米ドル - 性別 - 男性: 33,515米ドル - 女性: 23,961米ドル - 人口1人あたり収入: 18,763米ドル - 貧困線以下 - 対人口: 10.9% - 対家族数: 7.3% - 18歳未満: 12.6% - 65歳以上: 6.5% |

25歳以上の郡民のうち91.4%は高校卒以上、31.6%は大学卒以上、17.2%は身体障害者、1.6%は外国生まれ、4.0%は家庭で英語以外の言語を話している。2000年国勢調査では、男性の59.7%が結婚したが離婚している。女性の場合は56.7%である。家族の構成員数平均は2.95人である。住居は25,672軒あるが、2,822軒は空き家である。

## 都市と町

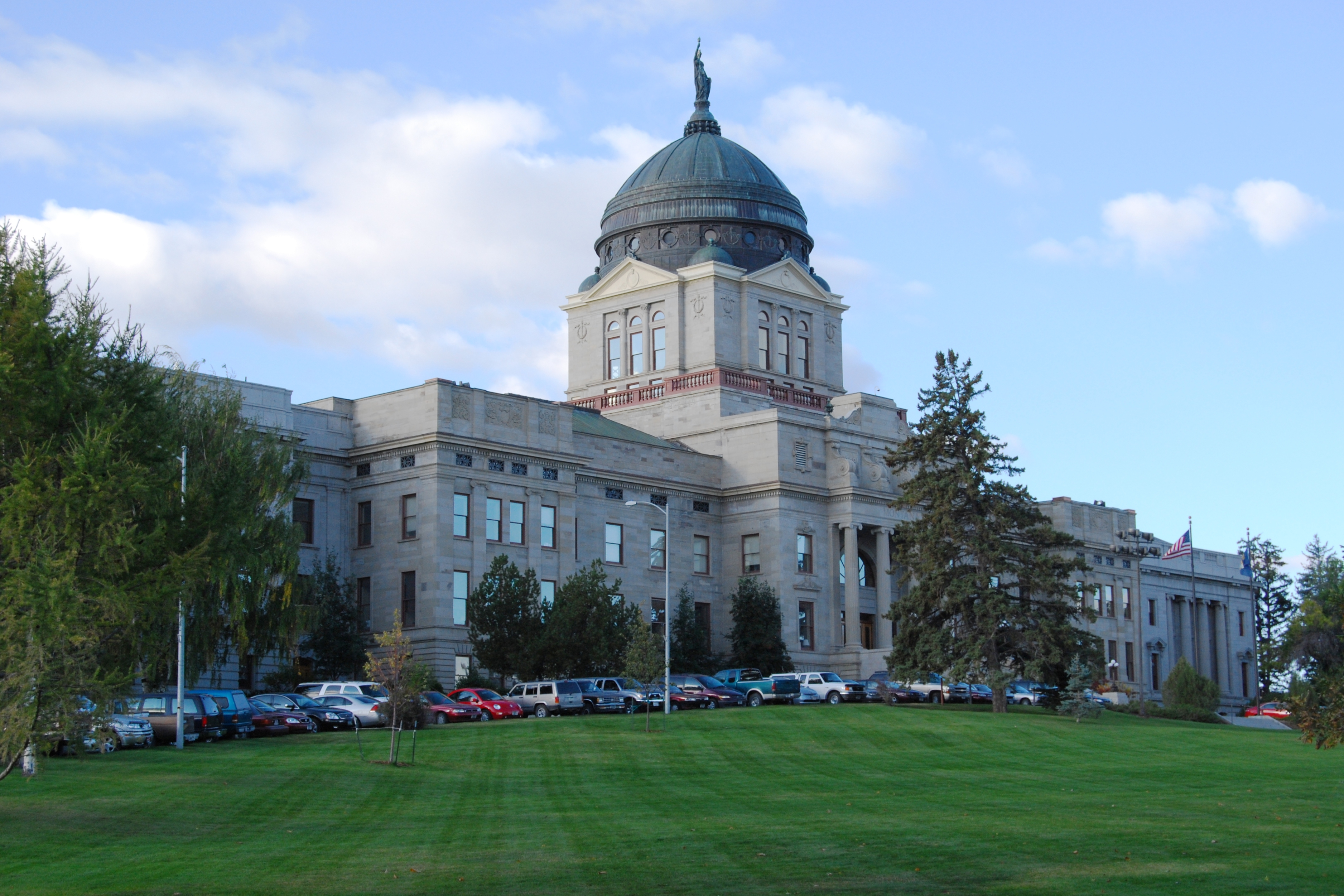
ヘレナにあるモンタナ州会議事堂

### 都市
- ヘレナ - 郡庁所在地、州都

### 町
- イーストヘレナ

### 国勢調査指定地域
- オーガスタ
- ヘレナバレーノースイースト
- ヘレナバレーノースウェスト
- ヘレナバレーサウスイースト
- ヘレナバレーウェストセントラル
- ヘレナウェストサイド
- リンカーン

### ゴーストタウン
- メアリーズビル

## 著名な住人
- セス・ブロック、郡保安官
- マイク・マグラス、モンタナ州最高裁判所長官、元モンタナ州検事総長、元郡検察官
- W・A・ボイル、アメリカ鉱山労働者同盟の委員長、メアリーズビルの南西約2マイルのボールドビュートで生れた